# Route nationale 2 (Italie)
Pour les articles homonymes, voir Route nationale 2.
La route nationale 2 (anciennement strada statale 2 Via Cassia (SS 2) désormais strada regionale 2 Via Cassia (SR 2), est une importante et historique route italienne qui relie Rome à Florence. Son parcours traverse les villes de Viterbe et Sienne.
Son nom est issu de la route consulaire romaine Cassia, qui reliait la ville de Rome à Florence à travers un parcours différent, en effet l'ancien tracé passait par le Val di Chiana passant à Arezzo au lieu de Sienne.

## Histoire
La SS 2 est instituée en  1928 sur le parcours suivant : Rome - Vetralla - Viterbe - Montefiascone - Radicofani - Sienne - Poggibonsi - Florence.
Le décret législatif du 31 mars 1998, n. 112, révisé en  2001, soustrait les compétences de l'ANAS et les transfère aux régions du Latium et de la Toscane qui ont par la suite rétrocédé celles-ci aux  provinces de Rome Viterbe, Sienne et Florence. Par conséquent la dénomination cartographique est changée et en partie la signalétique qui passe de SS 2 à SR 2.
Le 5 mars 2007, la société Astral devient concessionnaire de l'infrastructure pour le tronçon situé dans le Latium.
Durant l'année 2018, en application du décret du président du Conseil no 3218 daté du 7 août 2017, la route revient dans le giron de l'ANAS.

## Parcours
La route débute à Rome, mais, à la différence de toutes les autres routes débutant dans l'Urbs, son kilomètre zéro ne se trouve pas au Capitole mais au niveau du pont Milvius. Le tronçon urbain allant de la place du pont Milvius au carrefour avec la via Oriolo Romano, dont la gestion a été transférée à la commune de Rome par l'ANAS, est appelé depuis l'après-guerre via Cassia Antica (voie Cassia antique), afin de le distinguer d'une rectification réalisée par l'ANAS et appelée via Cassia Nuova (voie Cassia nouvelle) . Le plan régulateur de 1931 prévoyait en outre une entrée monumentale dans la cité, par le pont Flaminio (inauguré en 1951) et le Corso Francia, qui constituait jusqu'en 1960 l'itinéraire initial de la via Cassia Nuova.
La zone allant de la confluence entre l'ancienne et la nouvelle via Cassia à la limite de la commune de Rome a subi un développement urbain frénétique à partir de 1944, durant les années de "boom" économique. À la fin des années 1980, l'ANAS a délégué à la ville de Rome le tronçon allant jusqu'à l'échangeur no 3 avec le Grande Raccordo Anulare. De là, la route nationale se dirige vers l'antique cité étrusque de Véies. Sur cette partie, la route est large, mais reste à chaussée unique et subit quelques variations d'altitude assez marquées (il s'agit, du reste, d'une caractéristique présente tout le long de l'itinéraire). Près de Formello elle rejoint la route nationale 2bis Cassia Veientana et passe alors à quatre voies réparties sur deux chaussées séparées, ne rencontrant dès lors plus aucun carrefour à niveau, mais des échangeurs successifs vers Cesano, Campagnano di Roma, Vallelonga, Mazzano Romano et Nepi-Umiltà, jusqu'à Monterosi, où la route rentre dans la province de Viterbe.
Dans cette province la route redevient à chaussée unique, et passe entre le lac de Bracciano, au sud, et le lac de Vico, au nord. Elle traverse Sutri, Capranica et Vetralla, où elle rencontre la SS1bis, et poursuit vers Viterbe. Elle traverse la cité en longeant les murailles médiévales, puis coupe au nord la strada statale 675 Umbro-Laziale, et rejoint ensuite, suivant un tracé sinueux, Montefiascone, ville où débute l'ancienne SS 71 Umbro Casentinese Romagnola. Elle poursuit en redescendant vers le lac de Bolsena, qu'elle longe par la rive nord-ouest en traversant la cité éponyme. Abandonnant le lac, elle croise peu après la strada statale 489 et traverse les collines volcaniques appelées monts Volsins, touchant San Lorenzo Nuovo, suivant un tracé rectifié dans les années 1960, puis Acquapendente. Sortie de cette ville, la via Cassia descend dans la vallée de la Paglia, suivant un tracé plat en partie modernisé. Au niveau du hameau de Centeno, elle quitte le Latium pour entrer en Toscane, dans la province de Sienne.
En territoire siennois, la route suit un cours plus rectiligne et moins vallonné, par rapport au tronçon précédent. La montée conduisant à Radicofani (bourg jusqu'auquel grimpait la via Cassia médiévale, en témoigne un ancien relais de poste), est évitée par une déviation construite en 1964 et comptant notamment un viaduc – fermé à cause de problèmes structurels d'octobre 2014 à mai 2017 – et un tunnel. Une fois dépassée la région du Mont Amiata, la route entre dans les crêtes siennoises, traversant San Quirico d'Orcia et Buonconvento, et évite le centre de Monteroni par une déviation à 2x2 voies constituant le premier maillon de la future voie rapide Nuova Cassia. Parvenue à proximité de Sienne, la route croise la strada statale 73 Senese Aretina et entre dans la ville.
Une fois sortie de Sienne, la via Cassia se dirige vers le chef-lieu toscan, Florence, en suivant globalement le parcours du raccordo autostradale 3 avec lequel elle possède plusieurs connexions. Elle traverse Monteriggioni et Poggibonsi, avant d'entrer dans la province de Florence où elle suit la vallée de la Pesa. Elle rencontre sur son chemin Barberino Val d'Elsa, Tavarnelle Val di Pesa et San Casciano in Val di Pesa, arrivant aux portes de Florence.
Au niveau de l'échangeur avec l'autoroute A1 de Florence -Impruneta, la via Cassia croise par un même carrefour giratoire le péage autoroutier et le raccordement autoroutier Florence-Sienne.
Une fois passée l'autoroute, la via Cassia entre dans la banlieue sud de la ville, se dirigeant vers l'Arno par la via Senese, et terminant son parcours au niveau du Ponte Vecchio.

### Voie rapide de Le Rughe à Monterosi
- Carrefour giratoire entre Via di Bacanello vers Cesano, Viale Africa vers Le Rughe et SR 2 bis vers Rome
- Aire de service
- – villes desservies : Le Rughe
- Via delle Merluzze
- Aire de service
- Cesano – villes desservies : Cesano
- Campagnano – villes desservies : Campagnano di Roma
- Aire de service
- Campagnano (2) – villes desservies : Campagnano di Roma
- – villes desservies : Vallée du Bacano
- SP 10a – villes desservies : Campagnano di Roma
- SP 37 – villes desservies : Bracciano, Calcata, Anguillara Sabazia, Trevignano, Mazzano
- SP 38 – villes desservies : Nepi, Umilta, Castel Sant'Elia

Parcours de la SS 2 - SR2.

- – villes desservies : Monterosi, Nepi, Viterbe
- – villes desservies : Nepi

## Route nationale 2 dir Via Cassia
L'ex route nationale 2 dir Via Cassia (strada statale 2 dir Via Cassia), aussi appelée SS 2 dir, strada provinciale 2 dir Cassia ou SP 2 dir, était une route nationale italienne. Elle servait de liaison entre la route nationale 2 via Cassia et le monastère de Certosa, situé à Galluzzo, sur la commune de Florence. Elle mesurait seulement 0,630 km.
Elle fut créée par le décret ministériel du 2 décembre 1964, publié dans la Gazzetta Ufficiale le 21 janvier 1965, avec l'itinéraire suivant : "Croisement route nationale 2 Cassia - Monastère de Certosa de Galuzzo".
Suivant le décret législatif no 112 de 1998, en 2001 la gestion a été transférée par l'ANAS à la région Toscane, qui l'a à son tour transférée à la province de Florence.